# Abergement-lès-Thésy
Abergement-lès-Thésy ist eine Gemeinde im französischen Département Jura in der Region Bourgogne-Franche-Comté.

## Geographie
Abergement-lès-Thésy liegt auf 680 m, südöstlich von Salins-les-Bains und etwa 19 km nördlich der Stadt Champagnole (Luftlinie). Das Bauerndorf erstreckt sich im Jura, auf dem ersten Juraplateau, an einem leicht nach Südosten geneigten Hang östlich des Erosionstals der Furieuse.
Die Fläche des 4,63 km² großen Gemeindegebiets umfasst einen Abschnitt des französischen Juras. Das gesamte Gebiet wird von der Hochfläche des Juraplateaus eingenommen, das durchschnittlich auf 680 m liegt und überwiegend von Acker- und Wiesland bestanden ist. Das Plateau besitzt keine oberirdischen Fließgewässer, weil das Niederschlagswasser im verkarsteten Untergrund versickert. Mit 732 m wird auf einer Kuppe nördlich des Dorfes die höchste Erhebung von Abergement-lès-Thésy erreicht. Nach Südosten senkt sich das Plateau leicht ab, wobei das Gemeindeareal bis zur Fläche von La Chaux reicht. 
Nachbargemeinden von Abergement-lès-Thésy sind Cernans und Dournon im Norden, Lemuy im Osten sowie Thésy und Salins-les-Bains im Westen.

## Geschichte
Das im 12. Jahrhundert erstmals erwähnte Abergement erhielt im Jahr 1266 gewisse Freiheitsrechte zugesprochen. Es gehörte im Mittelalter zur Herrschaft Aresches. Zusammen mit der Franche-Comté gelangte das Dorf mit dem Frieden von Nimwegen 1678 an Frankreich.

## Bevölkerung
| Jahr                       | 1962 | 1968 | 1975 | 1982 | 1990 | 1999 | 2004 | 2017 |
| -------------------------- | ---- | ---- | ---- | ---- | ---- | ---- | ---- | ---- |
| Einwohner                  | 63   | 63   | 64   | 58   | 52   | 53   | 55   | 60   |
| Quellen: Cassini und INSEE |      |      |      |      |      |      |      |      |

Mit 50 Einwohnern (Stand 1. Januar 2022) gehört Abergement-lès-Thésy zu den kleinsten Gemeinden des Départements Jura. Nachdem die Einwohnerzahl in der ersten Hälfte des 20. Jahrhunderts markant abgenommen hatte (1881 wurden noch 138 Personen gezählt), wurden seit Beginn der 1960er Jahre nur noch relativ geringe Schwankungen verzeichnet.

## Wirtschaft und Infrastruktur
Abergement-lès-Thésy war bis weit ins 20. Jahrhundert hinein ein vorwiegend durch die Landwirtschaft geprägtes Dorf. Noch heute leben die Bewohner zur Hauptsache von der Tätigkeit im ersten Sektor. Außerhalb des primären Sektors gibt es nur wenige Arbeitsplätze im Dorf. Einige Erwerbstätige sind Wegpendler, die in den größeren Ortschaften der Umgebung ihrer Arbeit nachgehen.
Die Ortschaft liegt abseits der größeren Durchgangsstraßen an einer Departementsstraße, die von Pont-d’Héry nach Dournon führt. Weitere Straßenverbindungen bestehen mit Cernans und Lemuy.